# 吉茂
吉茂（?—230年代），字叔畅，冯翊郡池阳县（治今陕西省泾阳县西北）人，三国时曹魏学者。
吉茂世代为名门大姓，喜欢读书。吃不好穿不好不以为耻，而以不知学问为耻。东汉末年，三辅大乱，建安初年，与苏则隐居武功南山数年。以读书籍自娱。州举茂才，除为临汾县令，有清誉。建安二十三年（218年），因为同宗吉本等谋反，牵连下狱。钟繇证明他和吉本绝无关联，得以免刑，官至酂相、议郎。家中多有藏书。曹魏景初年间病亡。